# Juan Pablo García
Juan Pablo „Loquito” García Contreras (ur. 24 listopada 1981 w Guadalajarze) – meksykański piłkarz występujący na pozycji prawego lub ofensywnego pomocnika oraz skrzydłowego, reprezentant Meksyku, trener piłkarski, od 2025 roku prowadzi Atlético Aragón.

## Kariera klubowa
García pochodzi z Guadalajary i jest wychowankiem akademii juniorskiej tamtejszego zespołu Club Atlas. Do drużyny seniorów został włączony przez szkoleniowca Ricardo Lavolpe – w meksykańskiej Primera División zadebiutował 12 kwietnia 2000 w wygranym 3:1 spotkaniu z Pachucą. Pierwszego gola w najwyższej klasie rozgrywkowej strzelił za to 31 sierpnia 2002 w wygranej 6:0 konfrontacji z Pumas UNAM. W wyjściowej jedenastce Atlasu zaczął się regularnie pojawiać za kadencji szkoleniowca Fernando Quirarte i stałe miejsce w składzie utrzymał aż do odejścia z drużyny. Ogółem w ekipie Atlasu zdobył 26 goli w 116 ligowych spotkaniach, jednak mimo kilkukrotnego zakwalifikowania się do półfinałów fazy play–off nie odniósł z zespołem większych sukcesów.
Latem 2005, mimo oferty ze stołecznego Club América, García zdecydował się przenieść do amerykańskiej drużyny Chivas USA. W Major League Soccer pierwszy mecz rozegrał 21 sierpnia 2005 w zremisowanym 3:3 pojedynku z New York Red Bulls i już w tym samym spotkaniu po raz pierwszy strzelił gola dla Chivas. Było to jego jedyne trafienie w tym sezonie, jednak już w kolejnych rozgrywkach, 2006, wspólnie z Ante Razovem był jednym z najlepszych strzelców ekipy, notując osiem trafień.
Wiosną 2007 García powrócił do ojczyzny, podpisując kontrakt z zespołem Tigres UANL z siedzibą w mieście Monterrey. Zarówno tam, jak i w Jaguares de Chiapas, gdzie spędził na wypożyczeniu cały rok 2008, nie potrafił sobie wywalczyć miejsca w pierwszym składzie, pojawiając się na placu gry sporadycznie i w roli rezerwowego. Mimo to zdołał zwyciężyć z Tigres w rozgrywkach SuperLigi 2009. Podczas sezonu 2010/2011 reprezentował barwy drugoligowego Tiburones Rojos de Veracruz, gdzie mimo regularnej gry nie zdołał awansować z portową drużyną do najwyższej klasy rozgrywkowej.
Jesienią 2011 García pozostawał bez klubu, natomiast w styczniu 2012 jako wolny zawodnik podpisał kontrakt z meksykańskim pierwszoligowcem Puebla FC.
| Sezon     | Klub                        | Kraj              | Rozgrywki           | Mecze | Bramki |
| --------- | --------------------------- | ----------------- | ------------------- | ----- | ------ |
| 1999/2000 | Club Atlas                  | Meksyk            | Primera División    | 5     | 0      |
| 2000/2001 | Club Atlas                  | Meksyk            | Primera División    | 4     | 0      |
| 2001/2002 | Club Atlas                  | Meksyk            | Primera División    | 14    | 0      |
| 2002/2003 | Club Atlas                  | Meksyk            | Primera División    | 28    | 5      |
| 2003/2004 | Club Atlas                  | Meksyk            | Primera División    | 31    | 8      |
| 2004/2005 | Club Atlas                  | Meksyk            | Primera División    | 34    | 13     |
| 2005      | CD Chivas USA               | Stany Zjednoczone | Major League Soccer | 9     | 1      |
| 2006      | CD Chivas USA               | Stany Zjednoczone | Major League Soccer | 29    | 8      |
| 2006/2007 | Tigres UANL                 | Meksyk            | Primera División    | 15    | 2      |
| 2007/2008 | Tigres UANL                 | Meksyk            | Primera División    | 3     | 0      |
| 2007/2008 | Jaguares de Chiapas         | Meksyk            | Primera División    | 9     | 2      |
| 2008/2009 | Jaguares de Chiapas         | Meksyk            | Primera División    | 6     | 0      |
| 2008/2009 | Tigres UANL                 | Meksyk            | Primera División    | 8     | 2      |
| 2009/2010 | Tigres UANL                 | Meksyk            | Primera División    | 11    | 0      |
| 2010/2011 | Tiburones Rojos de Veracruz | Meksyk            | Liga de Ascenso     | 28    | 2      |
| 2011/2012 | Puebla FC                   | Meksyk            | Primera División    |       |        |

## Kariera reprezentacyjna
W 2004 roku García został powołany przez selekcjonera Ricardo Lavolpe do meksykańskiej kadry U-23 na Igrzyska Olimpijskie w Atenach. Męska drużyna piłkarska Meksykanów nie wyszła wówczas z grupy, natomiast zawodnik Atlasu rozegrał trzy spotkania, nie wpisując się na listę strzelców.
Rok później García znalazł się w składzie seniorskiej reprezentacji Meksyku na Złoty Puchar CONCACAF. Właśnie podczas tego turnieju – 10 lipca 2005 w wygranym 4:0 meczu fazy grupowej z Gwatemalą – zawodnik zadebiutował w kadrze narodowej. Ostatecznie Meksykanie odpadli już w ćwierćfinale.